# حسین بیگ شاملو
حسین بیگِ شاملو فرمانده قزلباش از اصلیت ترکمان بود، که در عصر اسماعیل اول صفوی (سلطنت ۱۵۰۱–۱۵۲۴) در بالاترین مقامات دولت بود. حسین بیگ ابتدا معلم و مربی یا «لَله‌‌ی» اسماعیل اول در دوران نوجوانی وی بود و به‌این دلیل به حسین بیگِ لـَله‌ ملقب است. وی اولین شخصی بود که در مقام وکیل خاص (نایب‌السلطنه) خدمت کرد.

## زندگی‌نامه
حسین بیگ به قبیلهٔ شاملو تعلق داشت که از قبایل هفتگانه ترکمن قزلباش بودند. قزلباش‌ها یک گروه نظامی شیعه‌ی حامی اسماعیل اول، رهبرِ جوان طریقت صفویه بودند. در زمانی که اسماعیل، از ترس قبایل آق‌قویونلو که بیشتر ایران را در کنترل داشتند در گیلان پناه گرفته بود، حسین بیگ نقش سرپرست و مربی (لـَله‌) او را ایفا می‌کرد. در سال ۱۵۰۰، اسماعیل از نهان بیرون آمد و با کمک قزلباشان، به شیروان حمله کرد و حاکم آنجا فرخ یسار را به قتل رساند. در سال ۱۵۰۱، تمامی شیروان، آران و آذربایجان تحت کنترل اسماعیل بود و او پایه و اساس سلسله صفوی را بنا نهاد.
وی سپس حسین بیگ را به عنوان وکیل دولت و  امیر الامرا (فرمانده کل) لشکر قزلباش منصوب کرد. تا سال ۱۵۰۴، تمام ایران کنونی تحت کنترل اسماعیل بود. در سال ۱۵۰۷، حسین بیگ به غرب ایران اردو کشید که در آنجا ۳۰۰ نفر را در نتیجه شبیخون گروهی از کردها از دست داد. در همان سال، اسماعیل میر نجم زرگر رشتی را به عنوان وکیل جدید منصوب کرد. دلیل این امر این بود که اسماعیل ایرانیان را بر قزلباشان ترکمن ترجیح می‌داد، که اگرچه نقش مهمی در مبارزات اسماعیل ایفا کرده بودند، اما قدرت بسیار زیادی داشتند و دیگر خیلی قابل اعتماد نبودند.  یک سال بعد، سپاهی از صفویان به فرماندهی حسین بیگ و شاه اسماعیل بغداد را به تصرف خود درآورد. در سال ۱۵۰۹/۱۰، حسین بیگ مقام فرماندهی کل را به محمد بیگ اوستاجلو که مردی با خاستگاهی محقر بود باخت. در سال ۱۵۱۲، حسین بیگ به همراه بقیه فرماندهان قزلباش به وکیل صفوی نجم ثانی خیانت کرد و او در نبرد غجدوان را رها کرد تا جان سپرد.
حسین بیگ بعداً در جنگ اسماعیل علیه عثمانی مشارکت داشت اما در نبرد چالدران در سال ۱۵۱۴ کشته شد.

## ارجاعات
1. ↑  Roemer 1986.
2. ↑  Savory 1998.
3. ↑  Bosworth & Savory 1989.
4. 1 2 3 4 5 6  Savory 2007.
5. ↑  Mazzaoui 2002.
6. ↑  Newman 2008.